# Второй этап Кубка мира по конькобежному спорту 2012/2013
Второй этап Кубка мира по конькобежному спорту в сезоне 2012/2013 прошел с 24 по 25 ноября 2012 года в Коломне, Россия. Забеги прошли на средних и длинных дистанциях, а также в масс-старте.

## Призёры

### Мужчины
| Дистанция  | Золото                      | Время   | Серебро                    | Время   | Бронза                      | Время    |
| 1500 м     | Кун Вервей · Нидерланды     | 1.45,56 | Барт Свингс · Бельгия      | 1.45,77 | Брайан Хансен · США         | 1.45,91  |
| 5000 м     | Свен Крамер · Нидерланды    | 6.10,62 | Ян Блокхёйсен · Нидерланды | 6.11,97 | Йоррит Бергсма · Нидерланды | 6.13,08  |
| Масс-старт | Йоррит Бергсма · Нидерланды | 31 очко | Эвен Фернандес · Франция   | 22 очка | Алексис Контен · Франция    | 10 очков |

### Женщины
| Дистанция  | Золото                       | Время   | Серебро                   | Время    | Бронза                       | Время    |
| 1500 м     | Маррит Ленстра · Нидерланды  | 1.55,03 | Екатерина Шихова · Россия | 1.55,52  | Кристин Несбитт · Канада     | 1.56,16  |
| 3000 м     | Клаудия Пехштайн · Германия  | 4.02,31 | Мартина Сабликова · Чехия | 4.02,46  | Марие Йолинг · Нидерланды    | 4.03,90  |
| Масс-старт | Ким Борым · Республика Корея | 31 очко | Ивани Блондин · Канада    | 19 очков | Мариска Хёйсман · Нидерланды | 15 очков |